# Azua
Azua es un municipio de la República Dominicana, que está situado en la provincia de Azua, de la que es la capital.

## Localización
El municipio es un pequeño centro urbano y comercial en la costa sur de la República Dominicana. Se encuentra a 97 kilómetros al suroeste de Santo Domingo en la región administrativa El Valle. 
Limita al norte con el Cerro de Resolí, al sur con la Cañada de la Vaca, al este con la Parcela 664-B y al oeste con el río Las Yayitas.
Es una ciudad calurosa y seca; su temperatura media es de 26 °C y su precipitación anual de 630 mm.

## Límites
Municipios limítrofes:
|                                                   | Norte: Tábara Arriba, Peralta y Estebanía |                              |
| Oeste: Tábara Arriba, Sabana Yegua y Pueblo Viejo |                                           | Este: Estebanía y Mar Caribe |
|                                                   | Sur: Mar Caribe                           |                              |

## Demografía
Según el censo de 2022 tiene 236.000 habitantes.

## Distritos municipales
Está formado por los distritos municipales de:
| Nombre                           | Código   |
| -------------------------------- | -------- |
| Azua                             | 05020101 |
| Barro Arriba                     | 05020102 |
| Las Barías-La Estancia           | 05020103 |
| Los Jovillos                     | 05020104 |
| Puerto Viejo                     | 05020105 |
| Barreras                         | 05020106 |
| Doña Emma Balaguer Viuda Vallejo | 05020107 |
| Clavellina                       | 05020108 |
| Las Lomas                        | 05020109 |

### División administrativa
El municipio se divide en 20 barrios, y estos a su vez en 12 sub-barrios.

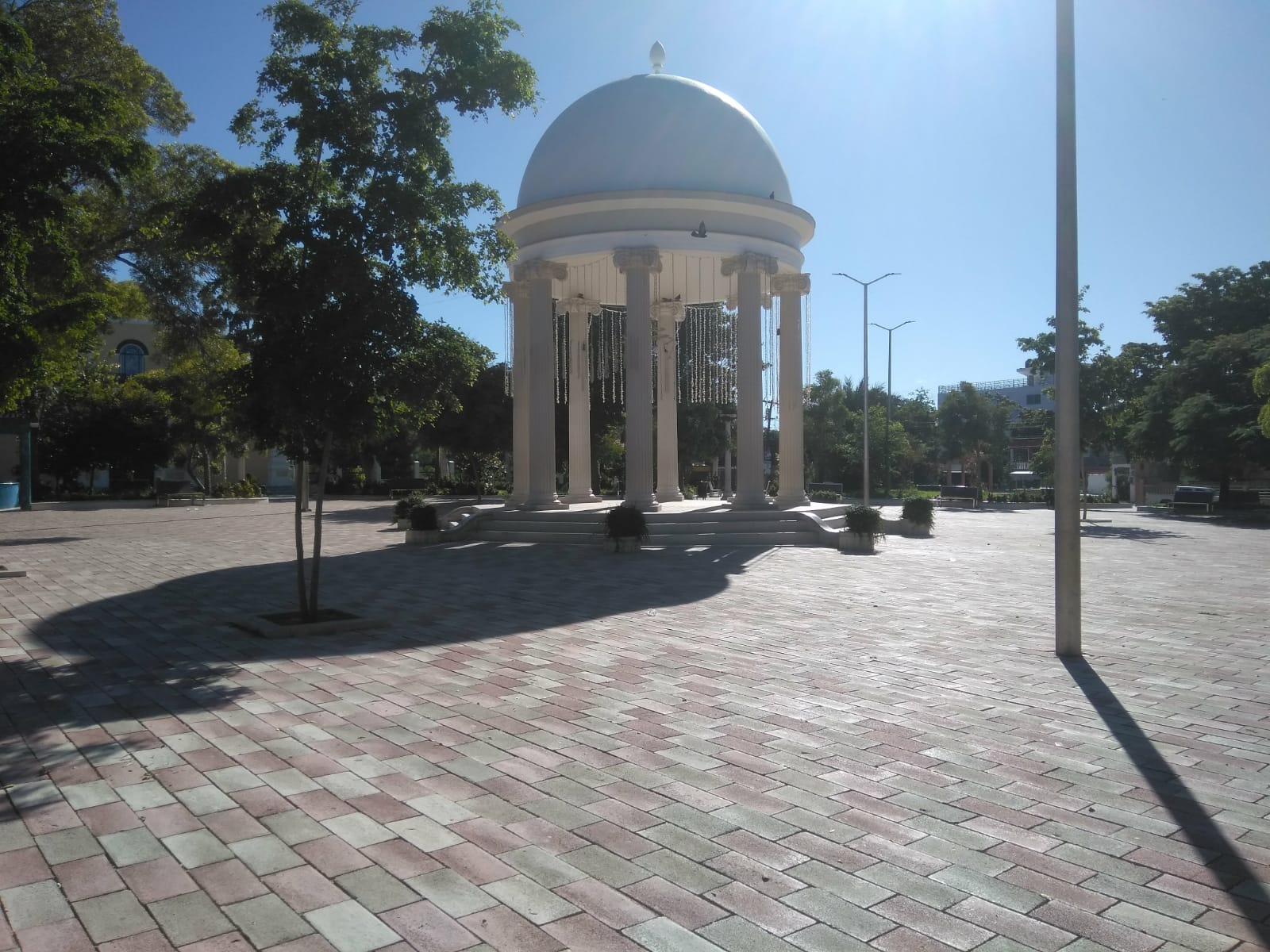
Glorieta Parque de Azua

Estos son los barrios de la ciudad y sus respectivos sub-barrios (en paréntesis): Los Cartones, Simón Striddels, La Bombita (Los Solares, Villa Esperanza, Los Acostados, Canta la Rana y San Miguel), Villa Esperanza (Camboya, Restaurador, Militar y Resolí), Centro de la Ciudad, Pueblo Abajo, Savica (Urbanización Framboyán), Los Mangos, Buenos Aires (Cañada del Concón o Altos del Cacheo), La Colonia Española, Mejoramiento Social, Pajarito, La Nevera, La Frontera, El Prado, Alto de las Flores, Urbanización Quisqueya (Urbanización Quisqueya II), Juan Pablo Duarte, Acapulco y Los Parceleros.

## Historia
El actual territorio municipal era parte de un nitainato que, a su vez pertenecía al cacicazgo de Maguana, una de las 5 provincias de Quisqueya (así llamaban los indios aborígenes a esta parte del este de la isla Hispaniola en los tiempos de los Taínos).
Un acontecimiento poco conocido en la historia de Azua es que en uno de los últimos viajes, Colón encontró grandes dificultades que lo obligaron tanto a él como a sus acompañantes a refugiarse en la bahía de Ocoa, en la parte este del territorio de Azua. Allí encontró la resistencia del Grande (Cacique de Azua) de Azua Cuyocagua, a quien el Almirante trató de someter sin éxito. No se tienen mayores detalles de este suceso.
La villa de Azúa de Compostela fue fundada oficialmente en 1504 por Diego Velázquez de Cuéllar (conquistador de Cuba), durante el gobierno de Don Nicolás de Ovando. El famoso conquistador de México Hernán Cortés también residió en el pueblo durante varios años (1504-1511). Durante su estancia en Azua solía pasar sus horas de ocio en la playa de Monte Río.

## Economía
El 27,3 % de la superficie total del municipio de Azua está explotada agropecuariamente. 
Azua tiene una población activa (en edad de trabajar) de 23 242 personas de las cuales trabajan 16 167, el 69 % de la población económicamente activa. 
De los que trabajan, el 20 % son servidores públicos (3232 personas).

#### Tenencia de la tierra
Conforme a la tenencia de la tierra, la mayoría de los campesinos trabaja en régimen de minifundio, por lo que la tecnología usada en las labores agrícolas es muy primitiva y no va más allá del arado manual, los bueyes, el hacha y el machete. Este grupo de población vive en una economía de subsistencia.
En cambio la mayor parte de la superficie del municipio se concentra en propiedades de tamaño medio, en las que se utiliza tecnología combinada, con predominio de la mecanización. Las grandes propiedades, con más de 800 tareas (una tarea = 628,83 m²), están en manos de unos pocos grandes productores.
El municipio posee más playas que el sur del país entero con aproximadamente 22 playas en todo su territorio.

#### Empresas agroindustriales
El municipio ha sido uno de los más beneficiados con la instalación de empresas agroindustriales amparadas por la Ley 409, lo que ha estimulado el desarrollo del sector financiero público y privado.